# Diözese Breslau

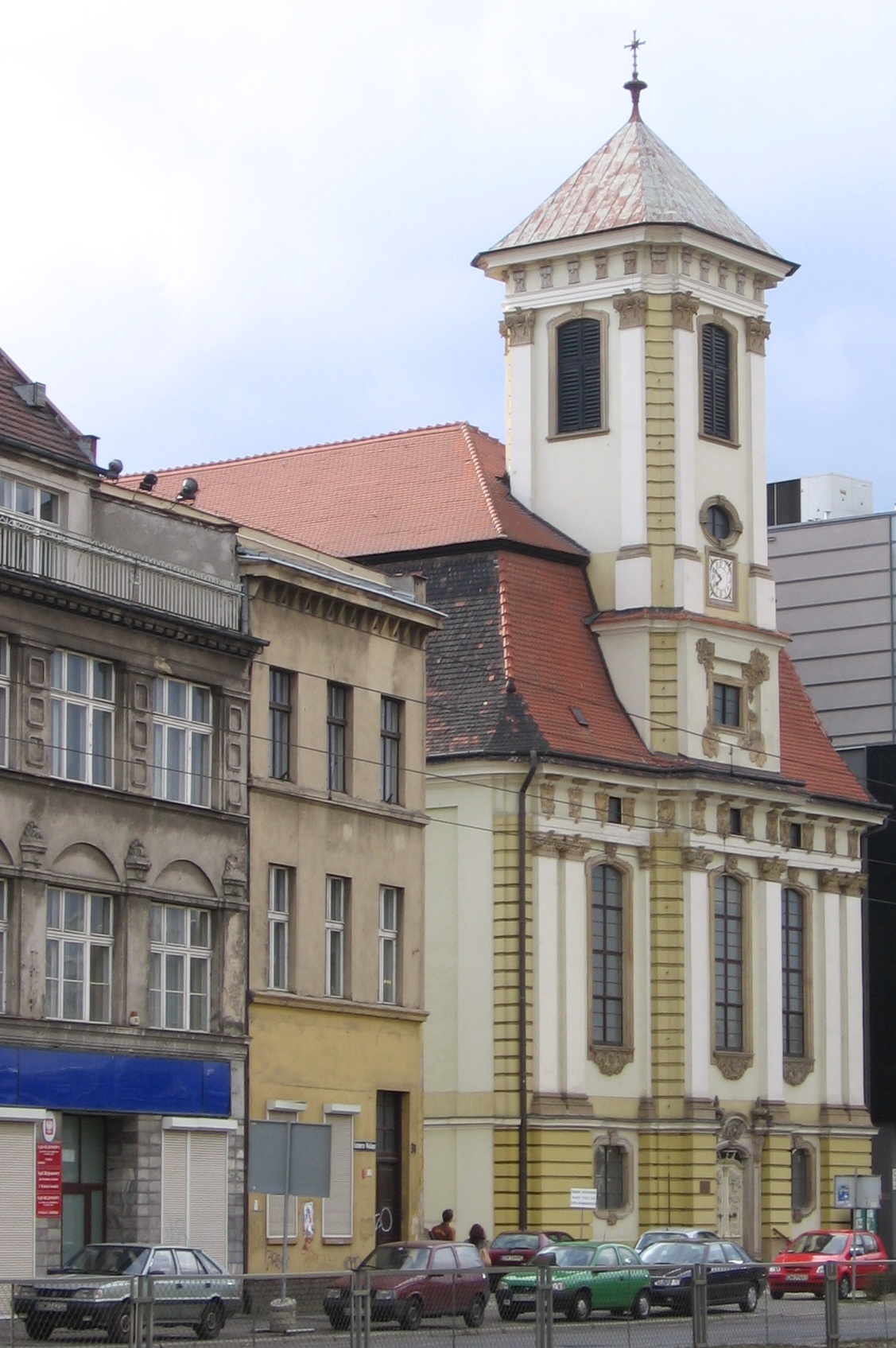
Die evangelisch-augsburgische Kirche der Göttlichen Vorsehung in Breslau (ehemals reformierte Hofkirche)

Die Diözese Breslau (polnisch Diecezja wrocławska) ist eine von sechs Diözesen der Evangelisch-Augsburgischen Kirche in Polen. Sie hat ihren Sitz in Breslau (Wrocław).

## Lage

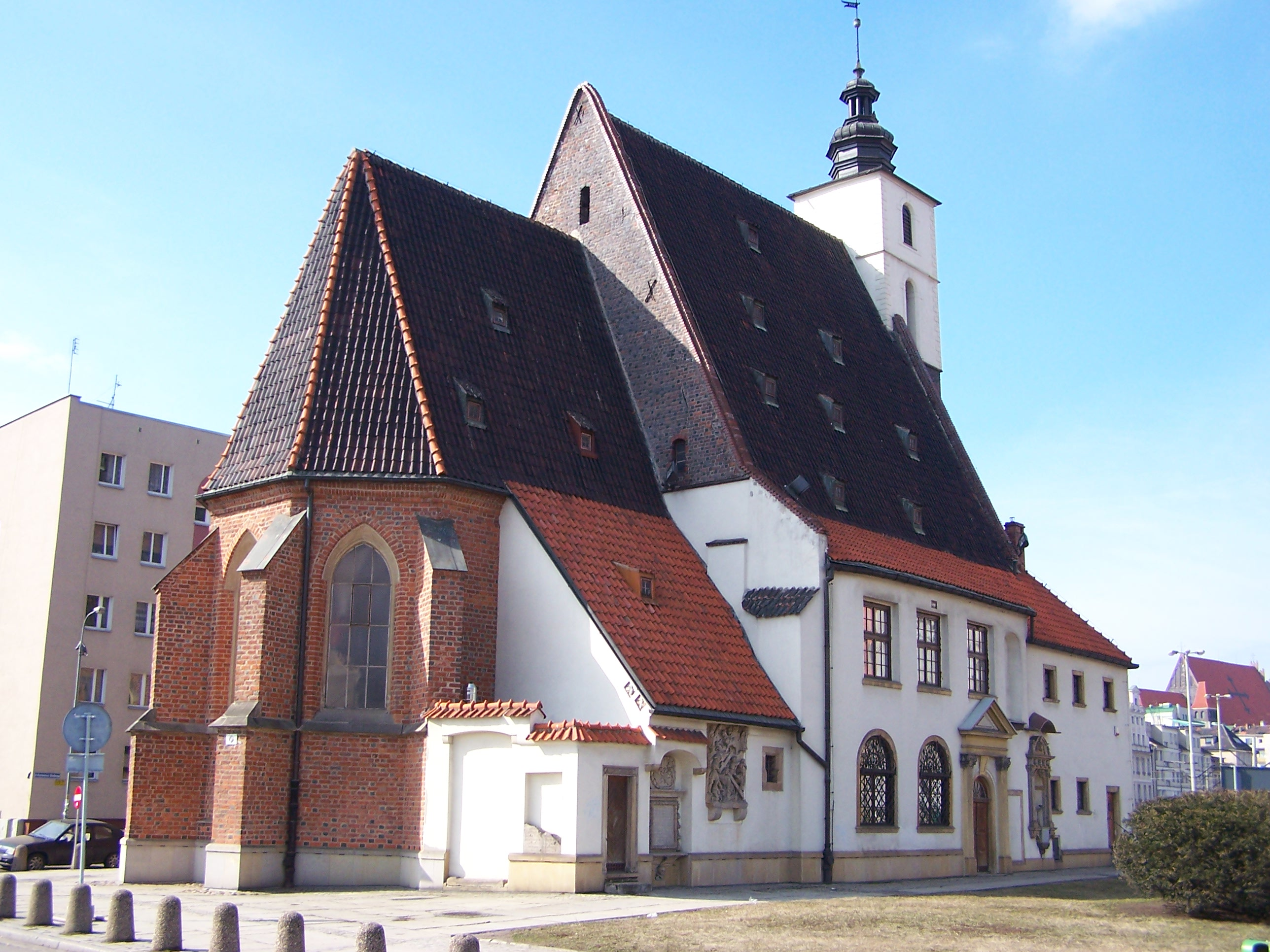
Christophorikirche in Breslau

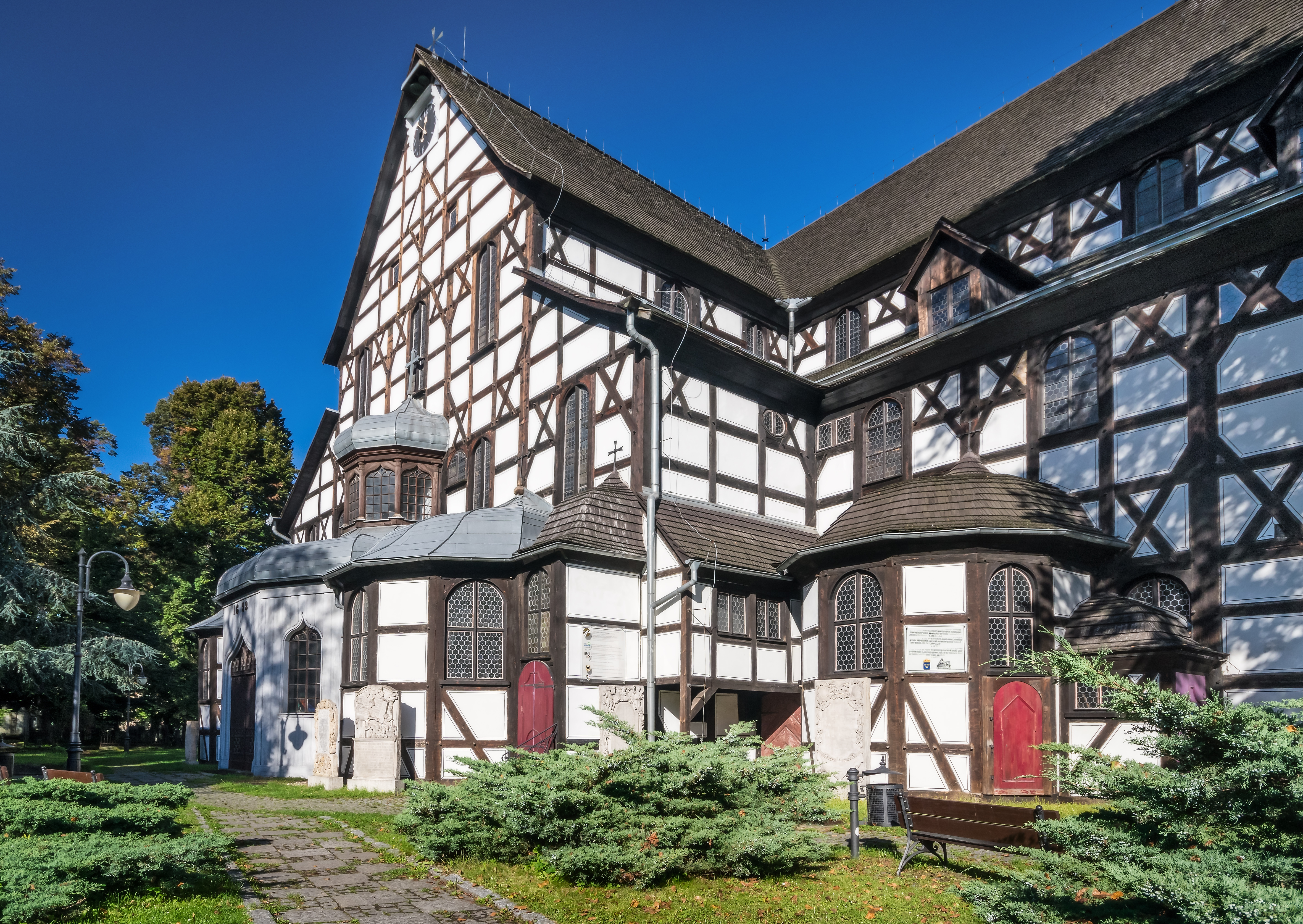
Die evangelisch-augsburgische Friedenskirche in Schweidnitz

Die Diözese Breslau liegt im äußersten Westen Polens. Sie reicht von Kłodzko (Glatz) im Süden bis an die Ostseeküste im Norden. Im Süden grenzt sie an Tschechien, im Westen an die beiden deutschen Landeskirchen der Evangelischen Kirche Berlin-Brandenburg-schlesische Oberlausitz und der Evangelisch-Lutherischen Kirche in Norddeutschland, im Osten  an die Diözese Pommern-Großpolen und im Südosten an die Diözese Katowice.
Das Gebiet der Diözese Breslau umfasst demnach die Woiwodschaften Niederschlesien, Lebus und den westlichen Teil Westpommerns.

## Geschichte
Unter den verheerenden Folgen des Zweiten Weltkrieges hatte auch die evangelisch-unierte Kirche und die evangelisch-lutherische Kirche zu leiden. Die Vertreibung der ansässigen, zu über 90 % evangelischen Bevölkerung in Niederschlesien, in Ostbrandenburg und in Hinterpommern hatte den Verlust der Evangelischen Kirche der Altpreußischen Union und der Evangelisch-lutherischen (altlutherischen) Kirche zur Folge.
Neue polnische Bürger aus dem Osten des Landes wurden in den nun veränderten Westen Polens umgesiedelt. Sie waren zu über 90 % römisch-katholisch.
Die Evangelisch-Augsburgische Kirche in Polen stand vor einer Neuorganisation. Es gelang ihr bereits wenige Jahre nach dem Krieg, neue Strukturen zu schaffen. In Niederschlesien bestanden im Jahr 1947 schon 37 evangelische Kirchengemeinden, die den Grundstock der Diözese Breslau bildeten, die nun freilich bis in den äußersten Norden des Landes erweitert wurde.

## Organisationsstruktur
Für die heute in der Diözese Breslau bestehenden 16 Pfarreien, zu denen 27 Filialgemeinden gehören, ist der Diözesan-Bischof das geistliche Oberhaupt. Amtsinhaber ist seit 2015 Bischof Waldemar Pytel.
Zusammen mit dem Diözesan-Kurator, dem Geistlichen Rat und dem Diözesan-Sekretär bildet der Bischof den Diözesanrat.
Höchstes Entscheidungsgremium ist die Diözesan-Synode, die sich aus 18 geistlichen und 32 nichtgeistlichen Mitgliedern zusammensetzt. Mit acht Delegierten ist die Diözese Breslau an der übergeordneten Synode der Evangelisch-Augsburgischen Kirche in Polen vertreten.
Die zentrale Amtsstelle der Diözese ist in 50-077 Wrocław, ul. Kazimierza Wlk. 29.

## Kirchengemeinden/Pfarreien
Zur Diözese Breslau gehören folgende Kirchengemeinden (mit Pfarrsitz) und Filialgemeinden:
| Pfarrgemeinde                                        | Kirchengebäude                  | Filialgemeinden | Bild |
| ---------------------------------------------------- | ------------------------------- | --- | ---- |
| Breslau: polnischsprachige Gemeinde                  | Kirche der Göttlichen Vorsehung | Oleśnica (Oels) |      |
| Breslau: deutschsprachige Gemeinde                   | St.-Christophori-Kirche         | deutschsprachige Gemeinden in Jelenia Góra (Hirschberg), Legnica (Liegnitz), Świdnica (Schweidnitz) und Wałbrzych (Waldenburg) |      |
| Gorzów Wielkopolski (Landsberg/Warthe)               | Dreifaltigkeitskirche           | Barlinek (Berlinchen) und Słubice (Frankfurt/Oder-Dammvorstadt)                                                                |      |
| Jawor (Jauer)                                        | Friedenskirche                  | Nowy Kościół (Neukirch) |      |
| * Jelenia Góra (Hirschberg)-Cieplice (Bad Warmbrunn) | Erlöserkirche                   | |      |
| * Karpacz (Krummhübel)                               | Stabkirche Wang                 | |      |
| Kłodzko (Glatz)                                      | Kapelle im Pfarrhaus            | Kudowa-Zdrój (Bad Kudowa), Opolnica (Giersdorf) und Ząbkowice Śląskie (Frankenstein)                                           |      |
| Legnica (Liegnitz)                                   | Liebfrauenkirche                | Głogów (Glogau) und Lubin (Lüben)                                                                                              |      |
| Lubań (Lauban)                                       | Marienkirche                    | Bogatynia (Reichenau i. Sachsen), Bolesławiec (Bunzlau) und Zgorzelec (Görlitz-Ost)                                            |      |
| Międzybórz (Neumittelwalde)                          | Heiligkreuzkirche               | Stara Huta (Neurode) |      |
| Syców (Groß Wartenberg)                              | Evangelische Kirche             | |      |
| Szczecin (Stettin)                                   | St.-Trinitatis-Kirche           | Kłodzino (Kloxin) und Trzebiatów (Treptow a.d. Rega)/St.-Johannes-Kirche                                                       |      |
| Świdnica (Schweidnitz)                               | Friedenskirche                  | Bielawa (Langenbielau) und Dzierżoniów (Reichenbach)                                                                           |      |
| Wałbrzych (Waldenburg)                               | Erlöserkirche                   | Kamienna Góra (Landeshut) und Nowa Ruda (Neurode)                                                                              |      |
| Zielona Góra (Grünberg)                              | Jesuskirche                     | Kożuchów (Freystadt) und Nowa Sól (Neusalz)                                                                                    |      |
| Żary (Sorau)                                         | Kirche der Engel Gottes         | Żagań (Sagan) |      |

## Dienste/Einrichtungen
- Evangelische Militärseelsorge, Dekanat Schlesien, Wrocław
- Diözesan-Gefängnisseelsorge, Wrocław
- Zentrum für Ausbildung und Rehabilitation von Behinderten, Wrocław
- Evangelisches Institut für Kirchenmusik, Wrocław

## Partnerkirchen
Die Diözese Breslau ist partnerschaftlich mit der Evangelischen Kirche Berlin-Brandenburg-schlesische Oberlausitz und der Evangelisch-Lutherischen Kirche in Norddeutschland verbunden.